# Каланчацька районна рада
Каланчацька райо́нна ра́да — районна рада Каланчацького району Херсонської області. Адміністративний центр — смт Каланчак.

## Склад ради
Загальний склад ради: 24 депутати.

### Голова
Шептура Микола Анатолійович (нар. 1954) — голова Каланчацької районної ради від 31 жовтня 2010 року (на другому терміні).

#### Голови районної ради (з 2006 року)
| ПІБ                         | Основні відомості                                                               | Дата обрання | Дата звільнення |
| --------------------------- | ------------------------------------------------------------------------------- | ------------ | --------------- |
| Шептура Микола Анатолійович | Голова районної ради, 1954 року народження, член «Партії регіонів»              | 26.03.2006   | 31.10.2010      |
| Шептура Микола Анатолійович | Голова районної ради, 1954 року народження, освіта вища, член «Партії регіонів» | 31.10.2010   |                 |

Примітка: таблиця складена за даними джерела